# پیتاهای سیاه

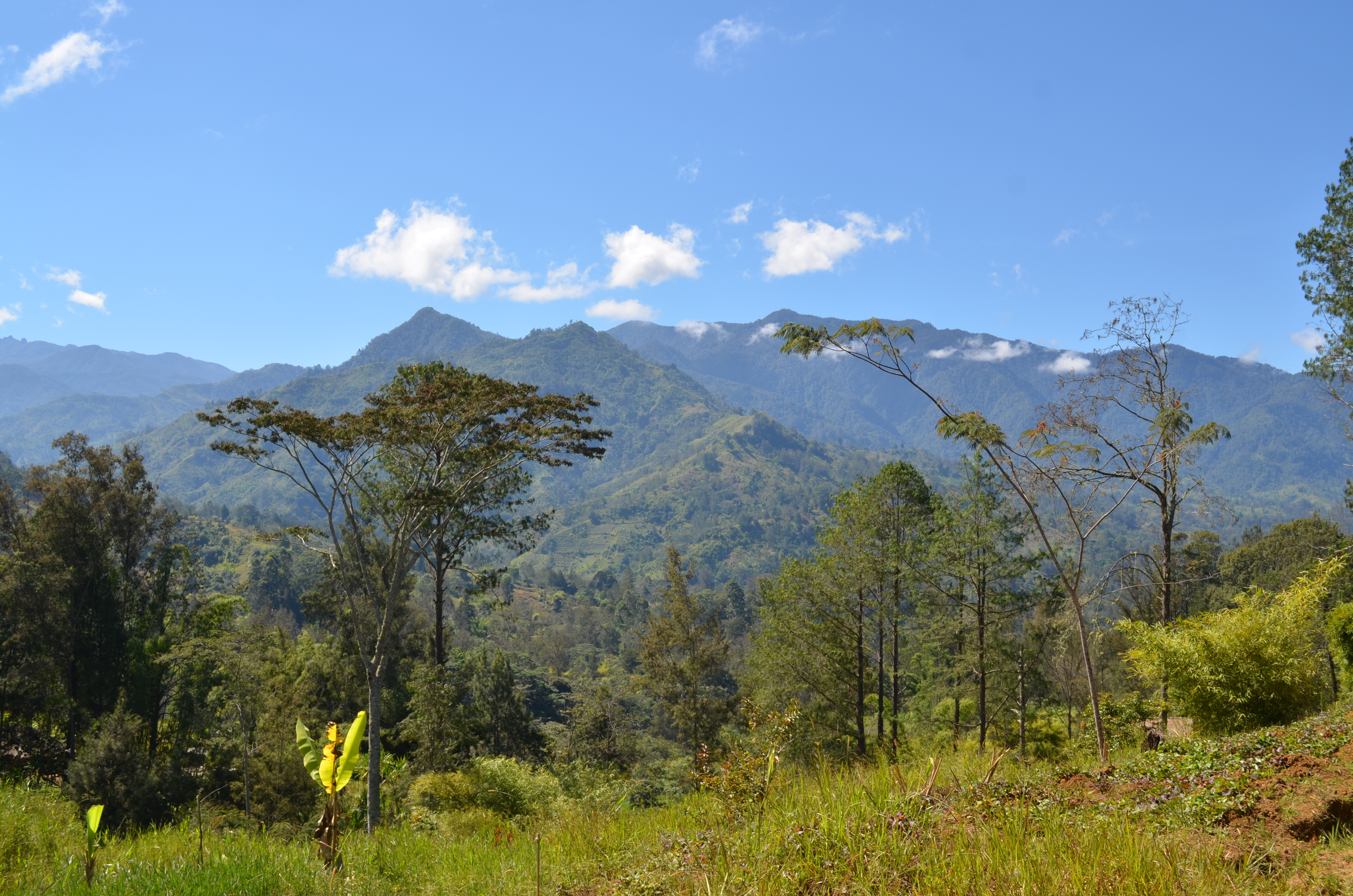
پیتاهای سیاه در ارتفاعات گینه نو یافت می‌شوند.

پیتاهای سیاه (به انگلیسی: Melampitta)، یک گروه از پرندگان خانواده‌ای به نام پیتایان سیاه (به لاتین: Melampittidae) از پرندگان گینه نو هستند که دارای دو گونه مرموز هستند. این دو گونه در دو سرده یافت می‌شوند، پیتای سیاه بزرگ در سرده Megalampitta و پیتای سیاه کوچک در سردهٔ Melampitta جای دارند. آن‌ها کمی مورد مطالعه قرار گرفته‌اند و پیش از اینکه در سال ۲۰۱۴ به‌عنوان یک خانواده پایه‌گذاری شوند، روابط طبقه‌بندی آنها با پرندگان دیگر نامشخص بود، و زمانی به گونه‌های مختلف مربوط به پیتاها، لیکویان جهان قدیم و پرندگان بهشتی در نظر گرفته می‌شدند.

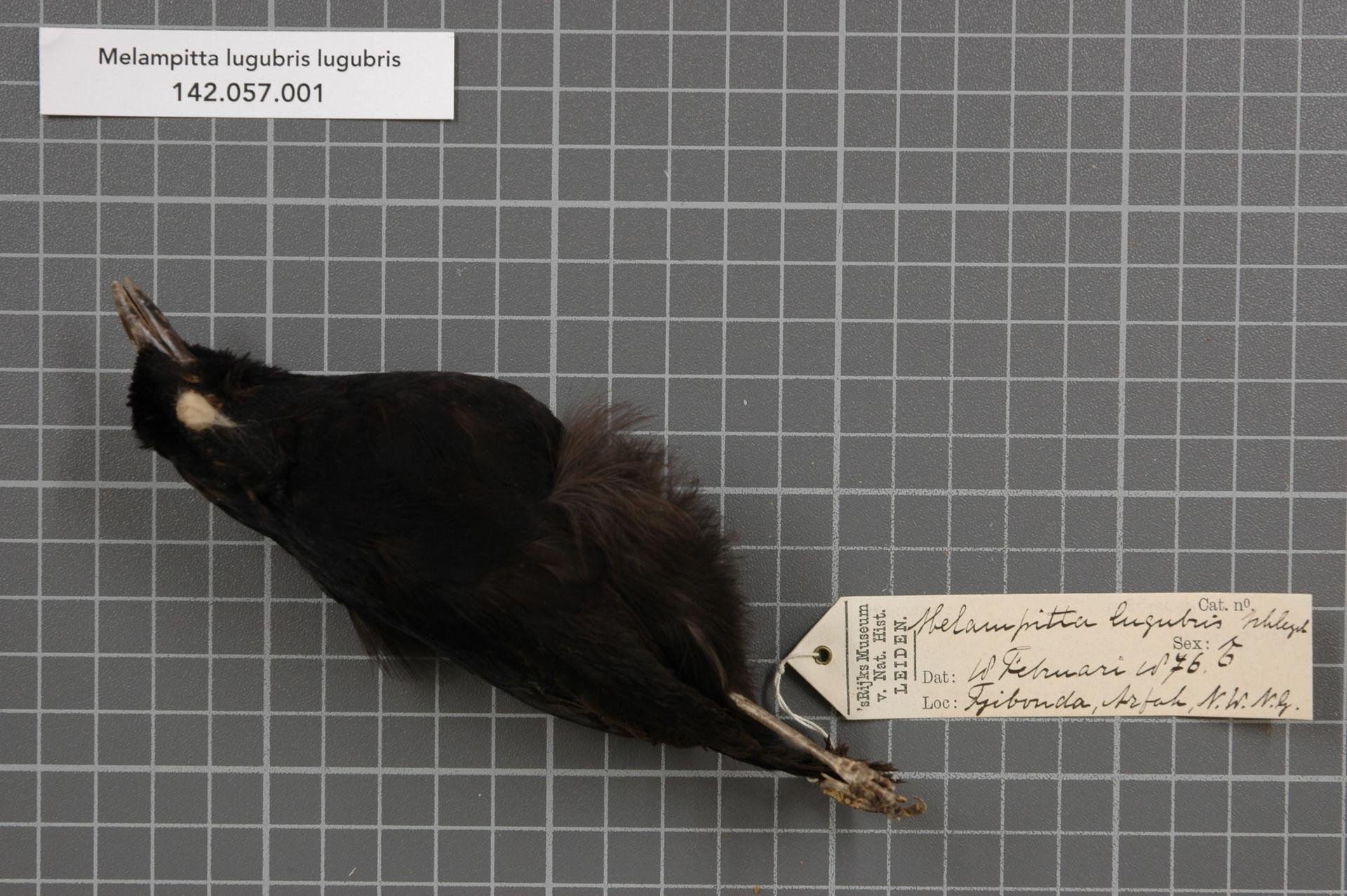
پوست مطالعه برای نژاد نمادین از پیتای سیاه کوچک که دارای پرهای سیاه است.